# ラブソングに乾杯
『ラブソングに乾杯』（ラブソングにかんぱい、Lovesong）は、2016年のアメリカ合衆国のドラマ映画。監督はソー・ヨン・キム。出演はジェナ・マローン、ライリー・キーオ他。音楽をヨハン・ヨハンソンが担当した。

## キャスト
- ジェナ・マローン - ミンディ
- ライリー・キーオ - サラ
- ブルックリン・デッカー
- エイミー・サイメッツ
- マーシャル・チャップマン
- ライアン・エッゴールド
- ロザンナ・アークエット
- キャリー・ジョージ・フクナガ

## 公開
本作は2016年1月24日にサンダンス映画祭でプレミアを迎えた。アメリカ合衆国での一般公開は翌2017年2月17日。日本では劇場公開されず、2017年にNetflixで配信された。

## あらすじ
夫婦生活に悩むサラは、親友のミンディと気晴らしのつもりで出かけた旅行で親密な関係になる。それから数年後、再会した2人は友情を取り戻そうとするが…。